# Stefan Sofiyanski
Stefan Antonov Sofiyanski (Стефан Антонов Софиянски, en bulgare) est un homme politique bulgare, membre de l'Union des démocrates libres (en) (SSD).
Il a été maire de Sofia entre 1995 et 2005, Premier ministre pendant trois mois en 1997 et fait partie de l'Union des forces démocratiques (SDS).

## Biographie

### Formation et vie professionnelle
Après avoir obtenu un diplôme en statistiques du Haut institut d'économie « Karl Marx » de Sofia en 1974, il travaille au sein du ministère des Communications et de l'Information. En 1975, il rejoint le centre d'informatisation de l'industrie de la construction et du bâtiment (TESSI), où il travaille jusqu'en 1991.

### Débuts en politique
Membre de l'Union des forces démocratiques (SDS), il est nommé président du comité des postes et des télécommunications, avec rang de ministre, en 1991, lorsque le parti arrive au pouvoir, par le nouveau Premier ministre, Filip Dimitrov. Il est reconduit, un an plus tard, par Liouben Berov.
Il démissionne finalement en 1993, devenant dans le même temps vice-président des SDS. Aux élections législatives du 18 décembre 1994, il est élu député à l'Assemblée nationale.

### Dix ans maire de Sofia
Lors des élections locales de novembre 1995, il se présente à Sofia comme candidat à la mairie et l'emporte, succédant à Aleksandar Yanchoulev, issu également des SDS.
À la suite d'importantes manifestations et d'une très grave crise économique, Stefan Sofiyanski est nommé Premier ministre par le nouveau président de la République, Petar Stoyanov, en remplacement du socialiste Jan Videnov, le 19 février 1997. Il prend alors la tête d'un gouvernement de transition (bg), formé de membres des SDS et d'indépendants, et gère les affaires courantes jusqu'aux élections législatives anticipées du 19 avril (en). Ivan Kostov, président de l'Union des forces démocratiques, le remplace un mois plus tard, le 21 mai.
Réélu à la mairie de Sofia en novembre 1999, il décide de quitter les SDS deux ans plus tard, et fonde alors l'Union des démocrates libres (en) (SSD). Il se représente, en novembre 2003, pour un troisième mandat à la tête de la capitale bulgare et l'emporte.

### Retour au Parlement et fin de parcours
À l'approche des élections législatives du 25 juin 2005, il participe à la création de l'Union populaire bulgare (en) (BNS), une coalition électorale dont la SSD fait partie. Lors du scrutin, la BNS obtient 5,2 % des voix, soit 13 sièges. Lui-même élu, il prend la coprésidence du groupe parlementaire de l'alliance et démissionne, le 29 juin, de la mairie de Sofia.
Il est choisi pour faire partie, à partir du 1er janvier 2007, du Parlement européen, le temps que se tiennent les élections spéciales, le 20 mai suivant. Il ne se présente ensuite ni aux élections européennes du 7 juin 2009, ni aux élections législatives du 5 juillet qui suit.